# Тюзер, Ахмет Фикри
Ахмет Фикри Тюзер (тур. Ahmet Fikri Tüzer; 1878, Шумен, Османская империя — 16 августа 1942, Анкара, Турция) — турецкий государственный деятель, и. о. премьер-министра Турции (1942).

## Биография
С 1927 г. — депутат Великого Национального Собрания от провинции Эрзурум.
В 1942 г. был назначен министром внутренних дел, с 8 по 9 июля 1942 г. исполнял обязанности премьер-министра Турции.